# Бийе, Луи-Мари
Луи-Мари Бийе (фр. Louis-Marie Billé; 18 февраля 1938, Флёри-ле-Обре, Франция — 12 марта 2002, Таланс, Франция) — французский кардинал. Епископ Лаваля с 10 марта 1984 по 5 мая 1995. Архиепископ Экса, Арля и Амбрена с 5 мая 1995 по 10 июля 1998. Архиепископ Лиона с 10 июля 1998 по 12 марта 2002. Кардинал-священник с титулом церкви Сан-Пьетро-ин-Винколи с 21 февраля по 22 июля 2001. Кардинал-священник с титулом церкви Сантиссима-Тринита-аль-Монте-Пинчо с 22 июля 2001.